# Нитрат иттрия
Нитрат иттрия — неорганическое соединение, соль металла иттрия и азотной кислоты с формулой Y(NO3)3, бесцветные кристаллы, расплываются на воздухе, растворимые в воде, образует кристаллогидраты.

## Получение
- Растворение металлического иттрия в очень разбавленной азотной кислоте:

{\displaystyle {\mathsf {8Y+30HNO_{3}\ {\xrightarrow {}}\ 8Y(NO_{3})_{3}+3NH_{4}NO_{3}+9H_{2}O}}}
- Растворение оксида или гидроксида иттрия в азотной кислоте:

{\displaystyle {\mathsf {Y_{2}O_{3}+6HNO_{3}\ {\xrightarrow {}}\ 2Y(NO_{3})_{3}+3H_{2}O}}}
{\displaystyle {\mathsf {Y(OH)_{3}+3HNO_{3}\ {\xrightarrow {}}\ Y(NO_{3})_{3}+3H_{2}O}}}
- Реакция диоксида азота с металлическим иттрием:

{\displaystyle {\mathsf {Y+6NO_{2}\ {\xrightarrow {140^{o}C}}\ Y(NO_{3})_{3}+3NO}}}

## Физические свойства
Нитрат иттрия образует бесцветные (белые) кристаллы, которые расплываются на воздухе.
Хорошо растворяется в воде с гидролизом по катиону.
Образует кристаллогидраты состава Y(NO3)3•n H2O, где n = 3, 5 и 6.

## Химические свойства
- Разлагается при нагревании:

{\displaystyle {\mathsf {4Y(NO_{3})_{3}\ {\xrightarrow {420^{o}C}}\ 2Y_{2}O_{3}+12NO_{2}+3O_{2}}}}
- Кристаллогидрат при нагревании разлагается иначе:

{\displaystyle {\mathsf {2(Y(NO_{3})_{3}\cdot 5H_{2}O)\ {\xrightarrow {280^{o}C}}\ 2Y(NO_{3})O+4NO_{2}+O_{2}+10H_{2}O}}}
- Реагирует с щелочами:

{\displaystyle {\mathsf {Y(NO_{3})_{3}+3NaOH\ {\xrightarrow {}}\ Y(OH)_{3}\downarrow +3NaNO_{3}}}}
{\displaystyle {\mathsf {Y(NO_{3})_{3}+3NaOH\ {\xrightarrow {100^{o}C}}\ YO(OH)\downarrow +3NaNO_{3}+H_{2}O}}}
- Реагирует с фосфатами щелочных металлов:

{\displaystyle {\mathsf {Y(NO_{3})_{3}+2Na_{3}PO_{4}\ {\xrightarrow {}}\ YPO_{4}\downarrow +3NaNO_{3}}}}
- Реагирует с карбонатами щелочных металлов:

{\displaystyle {\mathsf {Y(NO_{3})_{3}+2K_{2}CO_{3}+H_{2}O\ {\xrightarrow {}}\ YCO_{3}(OH)\downarrow +3KNO_{3}+KHCO_{3}}}}